# Gouvernement Bourguiba I
Royaume de Tunisie
Ben Ammar Bourguiba II
Le premier gouvernement Bourguiba est le premier gouvernement tunisien formé après l'indépendance de la Tunisie, à la suite de la nomination du leader du Néo-Destour, Habib Bourguiba, en tant que Premier ministre, le 11 avril 1956.

## Composition
Habib Bourguiba est désigné le 11 avril 1956 en tant que Premier ministre et annonce la composition de son gouvernement le 15 avril, succédant ainsi au gouvernement de Tahar Ben Ammar. Le gouvernement démissionne le 29 juillet 1957 à la suite de la désignation de Bourguiba en tant que président de la République.

### Ministres
| Image | Portefeuille                                                        |  | Nom                   | Parti                            |
| ----- | ------------------------------------------------------------------- |  | --------------------- | -------------------------------- |
|       | Premier ministre, ministre des Affaires étrangères et de la Défense |  | Habib Bourguiba       | Néo-Destour                      |
|       | Vice-président du Conseil des ministres                             |  | Bahi Ladgham          | Néo-Destour                      |
|       | Ministre d'État                                                     |  | Mongi Slim            | Néo-Destour                      |
|       | Ministre d'État                                                     |  | Mohamed Masmoudi      | Néo-Destour                      |
|       | Ministre de l'Intérieur                                             |  | Taïeb Mehiri          | Néo-Destour                      |
|       | Ministre de la Justice                                              |  | Ahmed Mestiri         | Néo-Destour                      |
|       | Ministre des Finances                                               |  | Hédi Nouira           | Néo-Destour                      |
|       | Ministre de l'Économie nationale                                    |  | Ferjani Bel Haj Ammar | Néo-Destour                      |
|       | Ministre de la Santé                                                |  | Mahmoud El Materi     | Indépendant (ancien Néo-Destour) |
|       | Ministre de l'Agriculture                                           |  | Mustapha Filali       | Néo-Destour                      |
|       | Ministre des Travaux publics                                        |  | Ezzeddine Abassi      | Néo-Destour                      |
|       | Ministre des Postes, Télégraphes et Téléphones                      |  | Mahmoud Khiairi       | Néo-Destour                      |
|       | Ministre de l'Éducation nationale                                   |  | Lamine Chebbi         | Néo-Destour                      |
|       | Ministre de l'Urbanisme et de l'Habitat                             |  | André Barouch         | Néo-Destour                      |
|       | Ministre des Affaires sociales                                      |  | Mohamed Chakroun      | Néo-Destour                      |

### Secrétaires d'État
| Image | Portefeuille                                  |  | Nom               | Parti       |
| ----- | --------------------------------------------- |  | ----------------- | ----------- |
|       | Secrétaire d'État à l'Information             |  | Béchir Ben Yahmed | Néo-Destour |
|       | Secrétaire d'État à la Jeunesse et aux Sports |  | Azzouz Rebaï      | Néo-Destour |